# Strobilanthes refracta
Strobilanthes refracta är en akantusväxtart som beskrevs av D. Fang, Y.G. Wei och J. Murata. Strobilanthes refracta ingår i släktet Strobilanthes och familjen akantusväxter. Inga underarter finns listade i Catalogue of Life.